# جرالد هنون
جرالد هَنون (انگلیسی: Gerald Hannon؛ زادهٔ ۱۰ ژوئیهٔ ۱۹۴۴ – ۹ مهٔ ۲۰۲۲) روزنامه‌نگار اهل کشور کانادا بود. وی با مجلات و روزنامه‌های بزرگ کانادایی همکاری داشته است. وی همجنسگرا بود.